# Ayla Golf Academy & Clubhouse

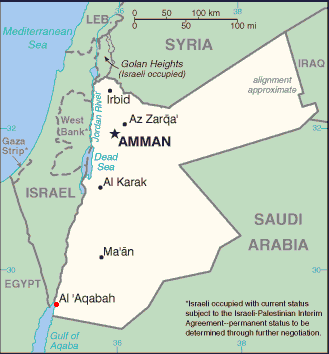
Aqaba, Giordania

L'Ayla Golf Academy & Clubhouse è un padiglione realizzato nel 2018 da Oppenheim Architecture nella città portuale di Aqaba, unica finestra sul Mar Rosso della Giordania.

## Oppenheim Architecture
Oppenheim Architecture è uno studio di architettura, progettazione e Interior design fondato nel 1999 da Chad Oppenheim.
Lo studio principale si trova a Miami, con un'ulteriore sede a Basilea, in Svizzera.
L'azienda è specializzata nell'ideazione di hotel e resort, negozi, uffici commerciali ed edifici residenziali in tutto il mondo.
Gli architetti dello studio hanno progettato edifici in oltre 25 paesi in tutto il mondo, mettendo sempre in evidenza il rapporto con l'ambiente e ponendo l'attenzione sul rapporto tra arte ed economia.
Oppenheim Architecture ha ricevuto molteplici riconoscimenti per le sue opere, tra cui diversi premi dell'American Institute of Architects.

## Luogo di realizzazione
L'Ayla Golf Academy & Clubhouse si trova all'interno di un'oasi che copre una superficie di circa 45 chilometri quadrati, nelle vicinanze della città di Aqaba.
All'interno dell'oasi vi sono hotel, spazi residenziali e centri commerciali, tutti incentrati intorno a un campo da golf a 18 buche realizzato da Greg Norman, golfista e imprenditore australiano.
L'intera oasi e il campo da golf sono stati progettati in conformità a rigide norme ambientali per integrarsi nel contesto.

## Materiali e struttura
Oppenheim Architecture ha progettato e sviluppato tre edifici che accolgono la Clubhouse con negozi, ristoranti, bar e lounge, aree per ricevimenti, aree termali e benessere e una scuola di golf.

### Materiali
I materiali utilizzati sono il calcestruzzo armato per la realizzazione del guscio e l'acciaio Corten per i sistemi di schermatura verticali.

### Struttura
La struttura dell'Ayla Golf Academy & Clubhouse prende ispirazione dalle dune naturali e dalle montagne del deserto circostante, così come dagli accampamenti dei beduini, armonizzando l'edificio in calcestruzzo con il paesaggio desertico. L'edificio si presenta come la cresta di un tessuto ondulato che sembra levitare sul terreno.
Nel lavoro, i progettisti si sono ispirati agli esperimenti di Félix Candela con gusci cementizi e alla tradizione novecentesca degli architetti-ingegneri, riconducibile in Italia a Pier Luigi Nervi e Sergio Musmeci, applicati al nuovo contesto.
Secondo le dichiarazioni dell'azienda, è stato inoltre importante lo scambio di conoscenze con la forza lavoro locale, che non aveva esperienza nella realizzazione dei gusci. Questi sono stati infatti realizzati in calcestruzzo spruzzato a presa rapida, una tecnica che si scosta dalla tradizionale posa in opera con le casseformi, impiegando invece particolari sistemi di ancoraggio. La miscela cementizia è stata migliorata con additivi che ne hanno accelerata la presa e pigmenti arancioni per l'integrazione a livello cromatico con le dune del paesaggio circostante.
Per l'aspetto finale dell'Ayla Golf Academy & Clubhouse è stato fondamentale l'intervento di un'artista locale che, applicando una tradizionale tecnica di pigmentazione alle superfici interne, ha garantito un aspetto grezzo al cemento, rendendolo fedele anche nel trattamento superficiale e nella sensazione tattile al deserto.
La membrana cementizia, nonostante uno spessore relativamente ridotto, protegge dal caldo e favorisce la ventilazione interna, come una tenda beduina. La ventilazione è ulteriormente favorita da una griglia di schermi in acciaio Corten perforato, che proteggono gli spazi sottostanti dall'accumulo termico. La griglia ha un modello triangolare ispirato a modelli tradizionali giordani, le musciarabie, ovvero gelosie che fungono da elementi di ombreggiatura e sistemi di ventilazione.
L'Ayla Golf Academy & Clubhouse si differenzia da altre strutture costruite in paesaggi simili nell'aver sostituito il legno con materiali differenti e nell'applicazione del motivo decorativo. Per la realizzazione dell'edificio è stato quindi necessario l'invio di alcuni esperti dello studio di Basilea di Oppenheim che si sono recati ad Aqaba per insegnare le competenze specialistiche necessarie.

## Scheda tecnica[3]
- Progetto: Ayla Golf Academy & Clubhouse
- Programma: golf academy, clubhouse
- Luogo: Aqaba, Giordania
- Architetti: Oppenheim Architecture[6]
- Capi progetto: Chad Oppheneim, Beat Huesler
- Team di progetto: Aleksandra Melion, Anthony Cerasoli, Tom Mckeogh, Ana Guedes Lebre, Rasem Kamal
- Architettura degli interni: Oppenheim Architecture[6]
- Consulente per il golf: Greg Norman
- Progetto di paesaggio: Form Landscape Architects[7]
- Consulente per le strutture: WMMEngineers Architects[8]
- Consulente per il calcestruzzo spruzzato: GreuterAG[9]
- Contributo locale: Darb Architects and Engineers[10]
- Impresa: Modern Tech. Construction
- Impresa per il calcestruzzo spruzzato: Nino Construction Engineers[11]
- Branding: Ilona Studio[12]
- Committente: Ayla Oasis Development Company[13]
- Superficie costruita: 5.800 m²
- Completamento: 2018

## Riconoscimenti
- Candidato come Hospitality Building of The Year nel 2019 ai Dezeen Awards[4].